# Hraudung
Hraudung es el nombre de varios personajes legendarios que aparecen en diversas fuentes literarias y sagas nórdicas.
En el poema Grímnismál de la Edda poética, era un rey humano padre de Geirröd el jotun y abuelo de Agnar.
En nombre Hraudung también aparece en Skáldskaparmál de la Edda prosaica, primero como jotun y luego también como un rey del mar.